# Aeroportul Tartagal "General Enrique Mosconi"
Aeroportul Tartagal "General Enrique Mosconi" (IATA: TTG, ICAO: SAST) este un aeroport din Provincia Salta, Argentina ce deservește zona Tartagal⁠(d). A fost numit după zona deservită.
Situat la o altitudine de 448 m, aeroportul dispune de o singură pistă.